# Fabian Cavadias
Fabian Cavadias (* 4. September 2001 in Heimstetten) ist ein deutscher Fußballspieler.

## Karriere
Nach seinen Anfängen in der Jugend des SV Heimstetten wechselte Cavadias im Sommer 2016 in die Jugendabteilung des FC Bayern München. Für diesen Verein bestritt er 13 Spiele in der B-Junioren-Bundesliga, in denen ihm ein Tor gelang. Im Sommer 2018 wechselte er in die Jugendabteilung der SpVgg Unterhaching. Bereits in der Folgesaison wurde er von der ersten Mannschaft des SV Heimstetten für die Regionalliga Bayern verpflichtet. Nach 24 Punktspielen, in denen er drei Tore erzielte, folgte im Sommer 2021 sein Wechsel zum FC Ingolstadt 04 II, für die er in der Bayernliga aktiv ist. Am 16. Oktober 2021 (10. Spieltag) gab er sein Debüt im Profibereich, als er für den FC Ingolstadt 04 – in der 89. Minute für Filip Bilbija eingewechselt – beim 1:1-Unentschieden im Heimspiel der 2. Bundesliga gegen Holstein Kiel mitwirkte.
Für die Saison 22/23 wurde Cavadias an den Regionalligist 1. FC Schweinfurt 05 ausgeliehen, gleichzeitig wurde sein Vertrag in Ingolstadt verlängert.